# 1910フルーツガム・カンパニー

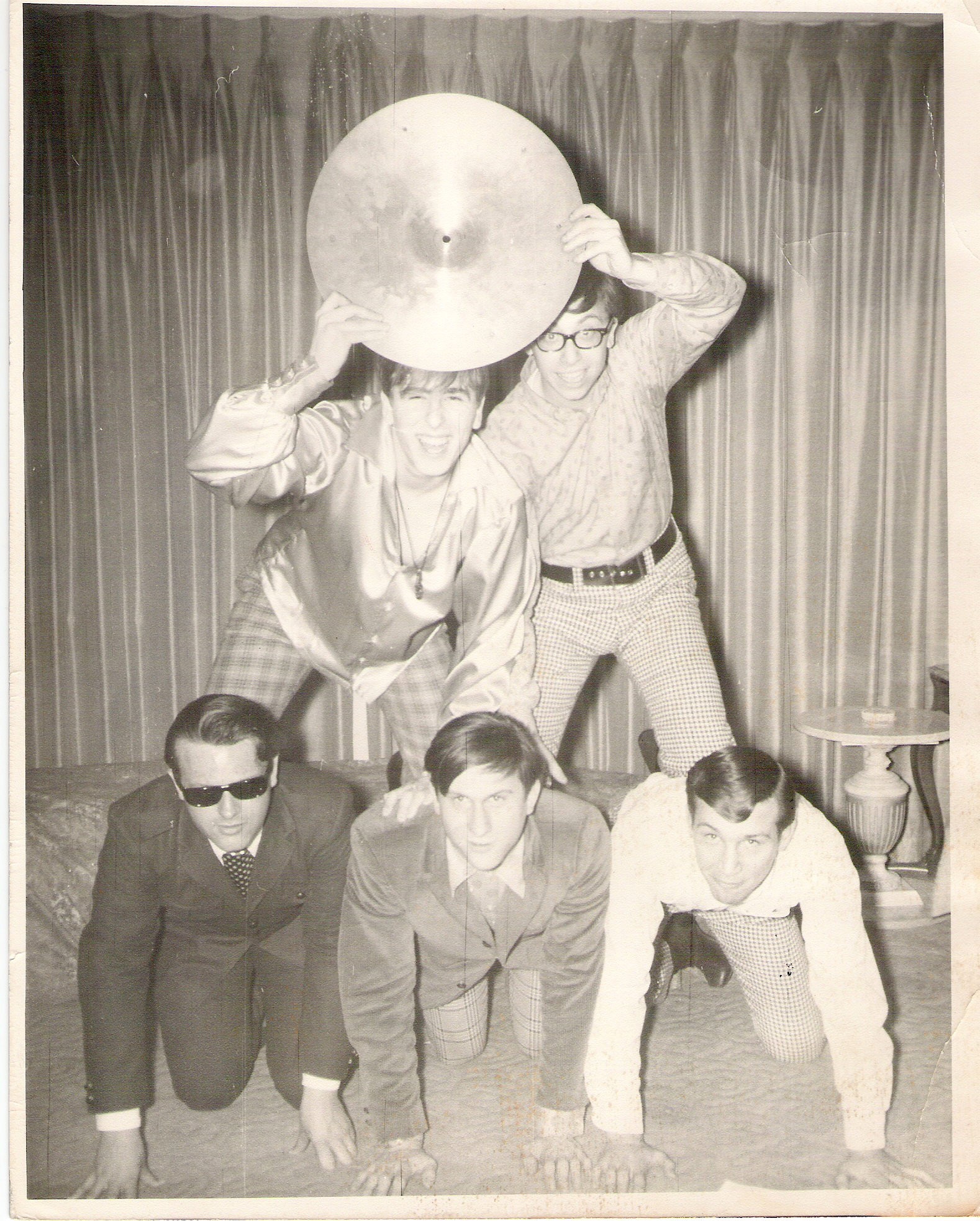
1910 Fruitgum Company, 1966.

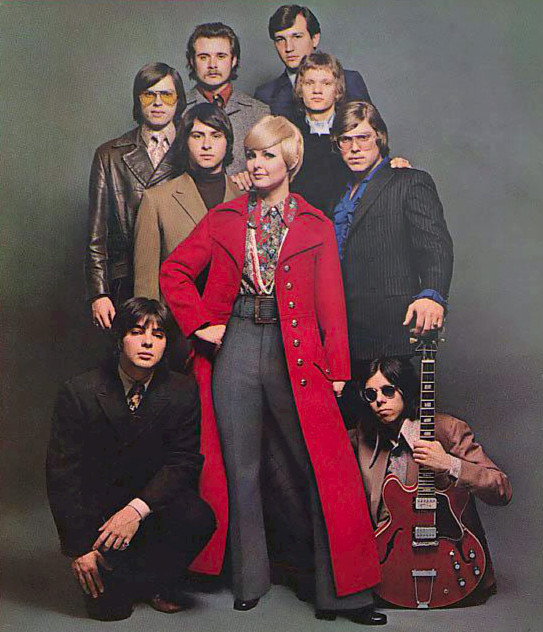
1910 Fruitgum Company, 1969.

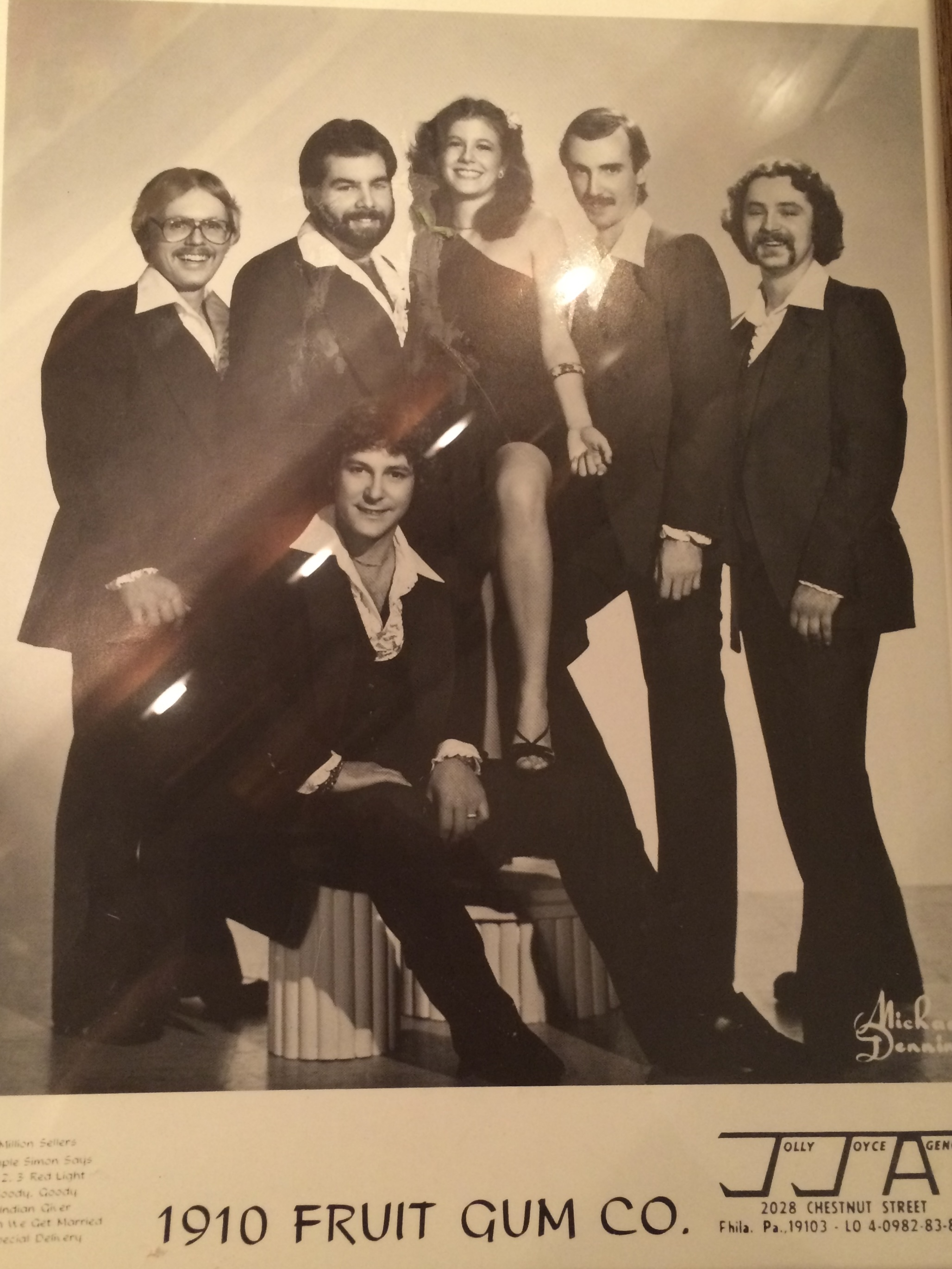
1910 Fruitgum Company.

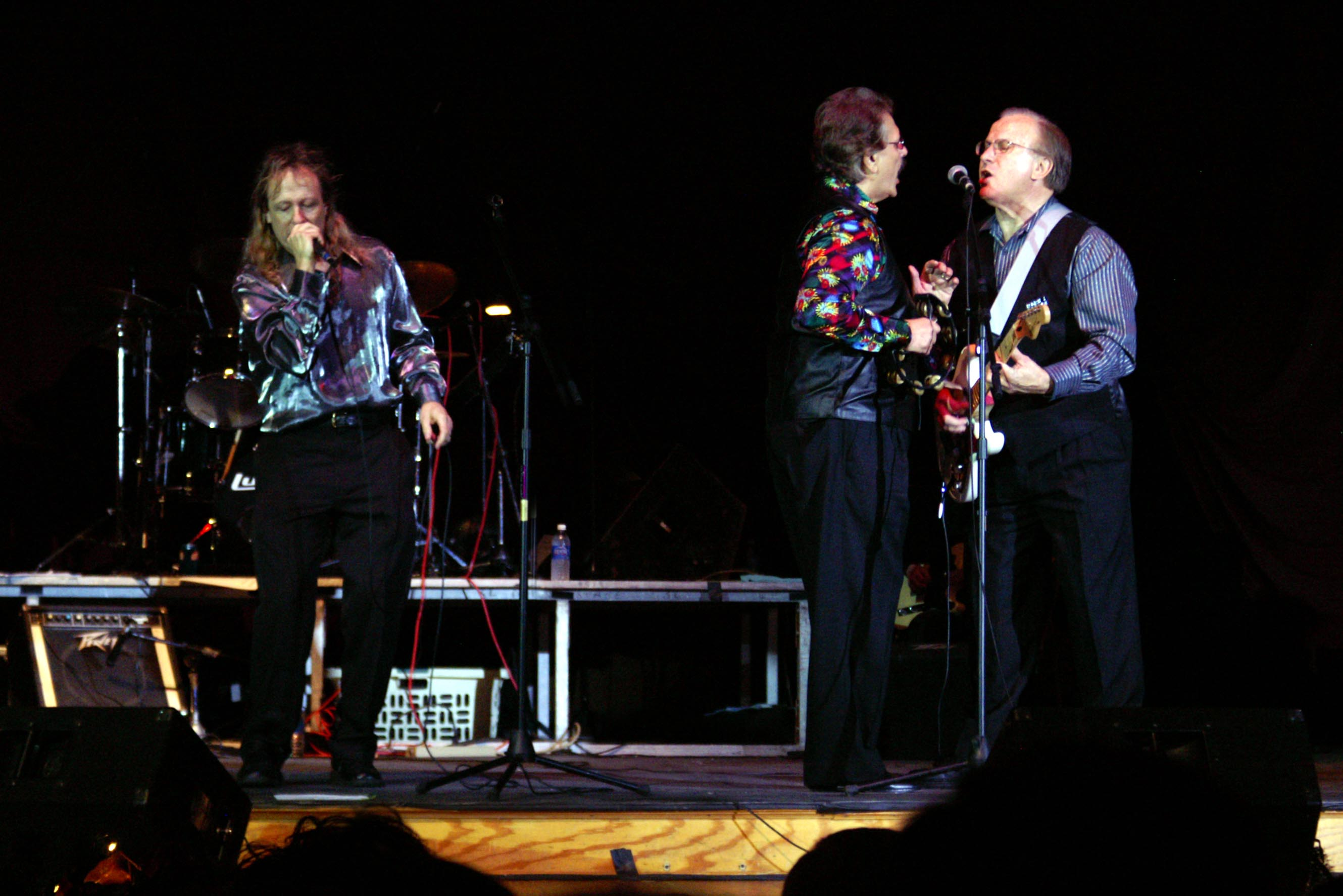
1910 Fruitgum Company, 2007.

1910フルーツガム・カンパニー（ナインティーンテン・フルーツガム・カンパニー、1910 Fruitgum Company）は、アメリカ合衆国の音楽バンド。
代表曲に、バブルガム・ポップの傑作として名高い「サイモン・セッズ」（1967年）、「ワン・ツー・スリー・レッド・ライト」、「インディアン・ギヴァー」がある。

## 概要
元はニュージャージー州リンデンの「Jeckell and The Hydes」というバンドだった。オリジナルメンバーはFrank Jeckell、Mark Gutkowski、Floyd Marcus、Pat Karwan and Steve Mortkowitzの5人。
1967年にブッダ・レコードのジェフリー・カッツと契約し、「1910フルーツガム・カンパニー」に改名した。
1970年解散。1971年8月6日・7日に箱根芦ノ湖畔で行なわれた日本初の野外ロック・フェスティバル『箱根アフロディーテ』に、海外からのゲストとしてバフィー・セントメリー、ピンク・フロイドと共に出演。当時、日本では「トレイン」（The Train）がヒットしていた。
2001年再結成。

## ディスコグラフィ

### シングルレコード
- Simon Says/Reflections From The Looking Glass (Buddah BDA-24) 1968
- May I Take A Giant Step (Into Your Heart)/(Poor Old) Mr. Jensen (Buddah BDA-39) 1968
- 1, 2, 3, Red Light/Sticky, Sticky (Buddah BDA-54) 1968
- Goody Goody Gumdrops/Candy Kisses (Buddah BDA-71) 1968
- Indian Giver/Pow Wow (Buddah BDA-91) 1969
- Special Delivery/No Good Annie (Buddah BDA-114) 1969
- The Train/Eternal Light (Buddah BDA-130) 1969
- When We Get Married/Baby Bret (Buddah BDA-146) 1969
- Go Away/The Track (Super K SK-15) 1970

### LPレコード
- Simon Says (Buddah BDS-5010) 1968
- 1, 2, 3, Red Light (Buddah BDS-5022) 1968
- Goody Goody Gumdrops (Buddah BDS-5027) 1968
- Indian Giver (Buddah BDS-5036) 1969
- Hard Ride (Buddah BDS-5043) 1969
- The Juiciest Fruitgum (Buddah BDS-5057) 1970

## ディスコグラフィ（日本で発売されたもの）

### シングルレコード
- サイモン・セッズ／鏡の反射（日本コロムビア　LL-2157-DA）1968年6月1日　オリコン7位[5]
- ジャイアント・ステップ／ミスター・ジェンセン（日本コロムビア　LL-2171-DA）1968年8月1日　オリコン71位
- ワン・ツー・スリー・レッド・ライト／スティッキー・スティッキー（日本コロムビア　LL-2195-DA）1968年10月5日  オリコン57位
- ヤミー・ヤミー・ヤミー／ポップ・ゴーズ・ザ・ウィーズル（日本コロムビア　LL-2199-DA）1968年11月15日
- グディ・グディ・ガムドロップス／キャンディ・キッセズ（日本コロムビア　LL-2212-DA）1969年1月15日
- インディアン・ギヴァー／バウ・ワウ（日本コロムビア　LL-2240-DA）1969年4月1日　　オリコン28位[5]
- スペシャル・デリヴァリー／ノー・グッド・アニー（日本コロムビア　LL-2271-DA）1969年8月1日
- トレイン／永遠の灯（日本コロムビア　LL-2297-DA）1969年10月10日　オリコン5位[5]
- 愛の設計／ベイビー・ブレット（日本コロムビア　LL-2336-DA）1970年2月25日　オリコン55位
- 恋はかくれんぼ／サイモンの創造（日本コロムビア　LL-2362-DA）1970年6月10日　オリコン95位
- ゴー・アウェイ／ザ・トラック（日本コロムビア　LL-2391-DA）1970年9月25日
- フルーツガム・カンパニーのテーマ／バブルガム・ワールド（日本コロムビア　LL-2436-DA）1971年3月25日
- さよならローディ／ハッピー・ソング（日本コロムビア　LL-2462-SK）1971年6月10日
その後も「サイモン・セッズ／トレイン」のカップリング・シングルが日本コロムビア（YK-21-DA）や日本フォノグラム（FD-2048、6PP-1026）から幾度か発売されている。

### EPレコード
- ミニ・デラックス（日本コロムビア　YSS-88-DA）1968年11月10日
- ミニ・デラックス-2（日本コロムビア　YSS-130-DA）1969年7月10日
- ミニ・デラックス-3（日本コロムビア　YSS-145-DA）1970年7月10日

### LPレコード
- 1910フルーツガム・カンパニーの世界（日本コロムビア　YS-2038-DA）1968年10月10日
- ワン・ツー・スリー・レッド・ライト／1910フルーツガム・カンパニーの世界（日本コロムビア　YS-2119-DA）1969年3月10日
- インディアン・ギヴァー／1910フルーツガム・カンパニーの世界（日本コロムビア　YS-2119-DA）1969年7月10日
- トレイン／1910フルーツガム・カンパニーの世界（日本コロムビア　YS-2249-DA）1969年12月10日
- ベスト・オブ・1910フルーツガム・カンパニー（日本コロムビア　YS-2334-DA）1970年6月10日
- ジューシー・フルーツガム（日本コロムビア　YS-2442-DA）1971年3月10日
- ハッピー・ソング（日本コロムビア　YS-2535-SK）1971年6月25日

## エピソード
日本ではデビューアルバム収録の「Bubblegum World」のメロディが、アニメ「サザエさん」のエンディング・テーマ「サザエさん一家」のものに類似しているとして知られる。